# Amblystegium jaffuelii
Amblystegium jaffuelii är en bladmossart som beskrevs av Thériot 1924. Amblystegium jaffuelii ingår i släktet Amblystegium och familjen Amblystegiaceae. Inga underarter finns listade i Catalogue of Life.